# Liste der Einträge im National Register of Historic Places im Conecuh County
Die Liste der Registered Historic Places im Conecuh County in Alabama führt alle Bauwerke und historischen Stätten im Conecuh County auf, die in das National Register of Historic Places aufgenommen wurden.

## Aktuelle Einträge
| Lfd. Nr. | Name                                       | Bild | Datum der Eintragung | Adresse/Lage                                                                             | Ort          | ID-Nr.   | Beschreibung |
| -------- | ------------------------------------------ | ---- | -------------------- | ---------------------------------------------------------------------------------------- | ------------ | -------- | ------------ |
| 1        | Johnston, Asa, Farmhouse                   |      | 21. Mai 2008         | Co. Rd. 29 1 km nordwestlich der Kreuzung mit der Co. Rd. 6                              | Johnsonville | 08000455 |              |
| 2        | Louisville and Nashville Depot             |      | 3. Apr. 1975         | südwestliches Ende der Front St.                                                         | Evergreen    | 75000308 |              |
| 3        | New Evergreen Commercial Historic District |      | 21. Jan. 1994        | grob begrenzt durch Mill, Cooper, Rural, Court, Liberty, E. Front, Cary und Despious St. | Evergreen    | 93001542 |              |